# Evangelion: 3.0+1.0 Thrice Upon a Time
Evangelion: 3.0+1.0 Thrice Upon a Time (シン・エヴァンゲリオン劇場版:|| Shin Evangelion Gekijōban:||?, Evangelion nueva versión teatral:||) (titulada: Evangelion: 3.0+1.0 Érase una vez... Por tercera vez en España y Evangelion: 3.0+1.0 Tres veces una vez en Hispanoamérica) es una película japonesa animada de ciencia ficción  de 2020 escrita y codirigida por Hideaki Anno y producida por Studio Khara. Es la cuarta y última película de la serie Rebuild of Evangelion, basada en la serie de anime Neon Genesis Evangelion. Fue estrenada el 8 de marzo de 2021.

## Argumento
En París, un equipo de la organización Wille, liderado por Maya Ibuki, trabaja en un sistema diseñado para restaurar la ciudad a su estado anterior. Al ser atacados por las fuerzas de Nerv, son defendidos por la flota Wunder y Mari Illustrious Makinami en la Unidad-08. Mari derrota a los atacantes y el equipo de Wille restaura París. Mientras tanto, Asuka Shikinami Langley, Rei Ayanami y Shinji Ikari, todavía abatidos, caminan por las afueras de Tokio-3.
Finalmente llegan a un asentamiento compuesto por sobrevivientes y se encuentran con Toji Suzuhara, Hikari Horaki y Kensuke Aida, ahora adultos. Toji es médico y tiene un hijo con Hikari, mientras que Kensuke es técnico y todos son amigos de Shinji. Asuka expresa frustración con Shinji, lo alimenta a la fuerza. Mientras Shinji se recupera lentamente, Rei explora el pueblo y se establece, trabajando como granjera. Shinji conoce a Ryoji Kaji, el hijo de Misato Katsuragi y el fallecido Ryoji Kaji. Rei requiere una exposición constante a LCL y no puede mantenerse, descomponiéndose en presencia de Shinji.
Wunder llega para recoger a Asuka y Shinji decide ir con ella, a pesar de las protestas. Shinji está aislado. Mientras tanto, Kozo Fuyutsuki, angustiado por el tratamiento de Shinji por parte de Gendō Ikari al obligarlo a experimentar la misma pérdida que él, ayuda a Gendō a reiniciar la Unidad-13. En respuesta, Wunder se dirige a la Antártida. Antes de la misión, Asuka expresa sus sentimientos por Shinji, reconociendo que está creciendo.
A su llegada, Wunder es atacado por tres naves de Nerv y un enjambre de unidades EVA. Asuka y Mari salen y defienden al Wunder. La Unidad-13 aparece y forma un Campo A.T. . Asuka se quita el parche en el ojo, revelando el Noveno Ángel contenido en su interior, convirtiendo la Unidad-02 en un nuevo estado. La Unidad-13 domina y destruye a la Unidad-02. Momentos antes de morir, Asuka es abordada por su "original", revelándola como un clon de la serie Shikinami. Mientras tanto, el Wunder es atacado por un nuevo EVA, la Unidad-07.
En la nave Nerv que restringe al Wunder, Misato y Ritsuko Akagi se enfrentan a Gendō, y Ritsuko le dispara sin ningún efecto ya que Gendo ha usado la Llave de Nabucodonosor para trascender a la humanidad, convirtiéndose en el Ángel Final. Gendō revela el propósito del Proyecto de Instrumentalidad Humana y entra en la Unidad-13. Shinji decidido le pide a Misato que le deje pilotar la Unidad-01. Sakura y Midori Kitakami intentan matar a Shinji, pero Misato recibe la bala en su lugar. Misato se disculpa con Shinji, diciendo que se equivocó por culparlo y que asumirá la responsabilidad de sus acciones, pidiéndole que cuide de su hijo. Mari toma la Unidad-08 y la fusiona con las Unidades 09 a 12. Dentro de la Unidad-01, el clon de Ayanami original aparece ante Shinji, disculpándose por no poder evitar que tenga que entrar en un EVA, pero Shinji dice que está bien.
Gendō y Shinji pelean en un surrealista "menos espacio", y Gendo le muestra a Shinji un "Evangelion imaginario", una "Black Lilith". Misato se prepara para atacar a una Rei gigante desnuda usando el Wunder, mientras que Mari lucha contra los EVA de Nerv. Wunder es destruido intentando prevenir el "Impacto adicional" de Gendō. Shinji conoce a Gendō y ve una visión de sus experiencias pasadas, incluida la forma en que la pérdida de Yui lo traumatizó. Shinji habla con Gendo y le da un cierre; a Asuka, devolviéndole sus sentimientos; y a Kaworu Nagisa, quien se revela atrapado en un ciclo de bucle sin fin, siempre tratando de hacer feliz a Shinji cada vez que renace. Kaworu también habla con el mayor Kaji, quien se dirige a él como la Comandante Nagisa. Kaji lo ayuda a comprender que su propia felicidad no debe estar ligada a la de Shinji, liberándolo así del ciclo de bucle. Shinji se despide de Rei, decidiendo un reinicio completo del mundo, un "Neon Genesis", es decir, un mundo sin Evangelions. Gendō y Yui se sacrifican, lo que convierte todos los Fallos del Infinito en sus formas originales y restaura el mundo. En la escena final, los Niños están presentes como adultos en una estación de tren, Mari lleva a Shinji fuera de la estación y la película termina con imágenes del mundo real.

## Reparto
| Personaje                        | Japonés            |
| -------------------------------- | ------------------ |
| Shinji Ikari                     | Megumi Ogata       |
| Asuka Langley Shikinami          | Yūko Miyamura      |
| Rei Ayanami (nombre provisional) | Megumi Hayashibara |
| Mari Illustrious Makinami        | Maaya Sakamoto     |
| Misato Katsuragi                 | Kotono Mitsuishi   |
| Ritsuko Akagi                    | Yuriko Yamaguchi   |
| Toji Suzuhara                    | Tomokazu Seki      |
| Kensuke Aida                     | Tetsuya Iwanaga    |
| Hikari Suzuhara                  | Junko Iwao         |
| Maya Ibuki                       | Miki Nagasawa      |
| Ryoji Kaji (hijo)                | Kōki Uchiyama      |
| Gendo Ikari                      | Fumihiko Tachiki   |
| Kozo Fuyutsuki                   | Motomu Kiyokawa    |
| Kaworu Nagisa                    | Akira Ishida       |
| Rei Ayanami                      | Megumi Hayashibara |
| Yui Ikari                        | Megumi Hayashibara |
| Ryoji Kaji                       | Kōichi Yamadera    |
| Shinji Ikari (adulto)            | Ryūnosuke Kamiki   |
| Midori Kitakami                  | Mariya Ise         |
| Sakura Suzuhara                  | Miyuki Sawashiro   |
| Shigeru Aoba                     | Takehito Koyasu    |
| Koji Takao                       | Akio Otsuka        |
| Hideki Tama                      | Anri Katsu         |
| Makoto Hyuga                     | Hiro Yuuki         |
| Sumire Nagara                    | Sayaka Ohara       |

## Producción
La película se anunció junto con Evangelion: 3.0 You Can (Not) Redo para su lanzamiento en 2008 como la parte final de la serie Rebuild bajo el título provisional Evangelion: Final. Después de los retrasos de las tres primeras películas, se esperaba que Evangelion: Final se estrenara en 2015. Tras la problemática producción de la tercera película, el director y productor Hideaki Anno se deprimió y declaró públicamente en 2015 que no podía trabajar en otra película. Tōhō (que co-distribuye la película en Japón con Toei) también se acercó a Anno con una oferta para dirigir un reinicio de su serie de películas de Godzilla, Shin Godzilla, que también contribuyó al retraso en 3.0+1.0.
La producción de Evangelion se reanudó después de que terminara la producción de Shin Godzilla a finales de 2016. Después de una disculpa formal, el director de animación Takeshi Honda declaró que la última película había reanudado el desarrollo. Studio Khara tuiteó el 5 de abril de 2017 que el desarrollo iba bien. En mayo de 2018, el estudio publicó una lista de trabajos para que el personal de animación trabajara en 3DCG, VFX y animación 2D a partir del 30 de junio de 2018. La grabación del diálogo concluyó el 19 de noviembre de 2020. El 16 de diciembre de 2020, Studio Khara anunció que el trabajo de composición y edición había terminado.

## Música
El 9 de diciembre de 2020, se anunció que el tema principal será "One Last Kiss". La canción, interpretada por Hikaru Utada y producida con AG Cook, estaba programada para ser lanzada para descarga digital el 24 de enero de 2021, y como un CD de reproducción extendida y un disco LP con versiones remasterizadas de los temas anteriores de Rebuild of Evangelion el 27 de enero de 2021. Sin embargo, más tarde se anunció que estas fechas de estreno se posponen "hasta nuevo aviso" debido al retraso de la película en sí.
Un álbum de la banda sonora, titulado Shiro Sagisu Music From "Shin Evangelion", estaba programado para ser lanzado el 10 de febrero de 2021, pero también se retrasó debido al retraso de la película.

## Estreno
El 6 de julio de 2019, Khara proyectó los primeros diez minutos de la película en la Japan Expo en París, la Anime Expo en Los Ángeles y la CCG Expo 2019 en Shanghái. La película estaba originalmente programada para estrenarse el 27 de junio de 2020.
En abril de 2020, se anunció que la película había sido eliminada del calendario debido a preocupaciones sobre la pandemia de COVID-19, que luego se reprogramó para el 23 de enero de 2021. El póster de estreno en cines fue revelado poco después con el lema "Adiós, todo EVANGELION", lo que indica que probablemente este sería el último proyecto de Anno relacionado con Evangelion. Anno emitió un comunicado a través del Twitter de Studio Khara en octubre pidiendo disculpas por la demora y confirmando que la película estaba casi terminada. Khara sugirió que el tiempo de ejecución de la película terminada podría ser de más de dos horas, con la "parte D" registrándose en 41 minutos. También informaron que a partir del 2 de octubre la película estaba pasando por una "revisión urgente", una revisión final de la animación antes de su edición. El 14 de enero de 2021, la película se retiró del calendario de estrenos nuevamente. El 16 de febrero de 2021, se informó que la película duraría 154 minutos, lo que la convertiría en la película más larga de la tetralogía y uno de los largometrajes animados más largos de la historia (detrás de las películas Kono Sekai no Katasumi ni, Final Yamato, Suzumiya Haruhi no Shōshitsu y Evangelion: Death and Rebirth).
El 26 de febrero, la cuenta del personal de Utada Hikaru en Twitter informó que la canción principal de la película "One Last Kiss" se lanzaría el 8 de marzo de 2021, con un enlace a su sitio web con más información que confirma una nueva fecha de lanzamiento para la película del 8 de marzo de 2021. Esto también se confirmó en el sitio web de Studio Khara, junto con un tiempo de ejecución de 155 minutos.

## Recepción

### Taquilla
La película se estrenó en Japón el 8 de marzo de 2021 y ganó ¥802,774,200 ($7,387,198) en su primer día, superando a su predecesora en un 23.8% y rompiendo el récord del día de estreno IMAX en Japón. La película ganó ¥3,338,422,400 ($30,596,851) en su primera semana, ocupando el primer lugar en Japón en su primera semana.
En 21 días, la película vendió 3,961,480 entradas y recaudó ¥6,078,211,750 ($55.49 millones) en Japón.

### Crítica
En contraste con las recepciones negativas de su predecesor Evangelion: 3.0 You Can (Not) Redo, la recepción estadounidense también ha sido positiva. Richard Eisenbeis de Anime News Network señaló las estrechas conexiones de la película con End of Evangelion a nivel temático y narrativo y elogió su caracterización, al tiempo que señaló sus diferentes temas, pero criticó su construcción mundial, y también la falta de desarrollo dado a Mari para justificar su papel en la trama. Kyle McLain de IGN elogió la película por tener temas muy positivos de madurez, esperanza y positividad, pero no le gustó el acto final por ser "inescrutable".